# Fokker F.IV
Il Fokker F.IV fu un aereo di linea monomotore e monoplano ad ala alta, sviluppato dall'azienda aeronautica olandese Fokker nei primi anni venti.
Concepito per il mercato dell'aviazione commerciale come aereo da trasporto passeggeri, considerato troppo capiente per le esigenze dell'epoca non riuscì ad ottenere alcuna commissione dalle compagnie aeree, venne tuttavia acquistato, negli unici due esemplari costruiti, dallo United States Army dove venne rinominato in servizio T-2 e A-2. Un T-2 opportunamente modificato venne utilizzato per compiere la prima trasvolata senza scalo da costa a costa degli Stati Uniti d'America continentali oltre a stabilire alcuni altri primati di volo.

## Storia del progetto
Con la conclusione della prima guerra mondiale, il cui termine avverso all'Impero tedesco comportò lo smembramento dei suoi territori e la creazione della Repubblica di Weimar, l'aviazione tedesca venne pesantemente ridimensionata come previsto dalle clausole imposte dal Trattato di Versailles. I modelli militari vennero quasi interamente distrutti ed i sopravvissuti furono smilitarizzati e, con opportune modifiche, ricondizionati per un uso esclusivamente civile, tuttavia i modelli che permettessero il trasporto di un sostanziale numero di passeggeri erano quasi inesistenti. In quest'ambito alcune aziende tedesche avviarono lo sviluppo di modelli specifici progettati fin dall'inizio per poter essere utilizzati in questo ruolo.
Anthony Fokker, proprietario della Fokker-Flugzeugwerke con sede a Schwerin, incaricò Reinhold Platz, che era a capo del suo ufficio tecnico, di progettare un modello concettualmente moderno da poter proporre alle emergenti compagnie aeree nazionali. Platz, che aveva già disegnato il caccia triplano Dr.I, il biplano D.VII ed il monoplano D.VIII, sfruttò l'esperienza acquisita nel realizzare ali strutturalmente robuste impiegata nei precedenti modelli da trasporto passeggeri, riproponendone le caratteristiche generali: velivolo realizzato in tecnica mista, monomotore, monoplano ad ala alta a sbalzo con cabina di pilotaggio aperta, scompartimento passeggeri chiuso e carrello d'atterraggio fisso. La fusoliera includeva la sezione destinata ai passeggeri che poteva contenere, a seconda delle fonti, otto, dieci o dodici posti a sedere, ed una adiacente, verso coda, utilizzata come scompartimento bagagli.
Prima ancora che ne fosse stato realizzato anche un solo prototipo lo United States Army, l'esercito degli Stati Uniti d'America, a seguito dei colloqui sostenuti durante un viaggio promozionale effettuato da Anthony Fokker decise di sottoscrivere un ordine per due esemplari da fornire alla sua componente aerea, l'allora Air Service. Gli esemplari, realizzati presso gli stabilimenti Fokker di Veere, effettuarono le prime prove di volo ai comandi dello stesso Fokker, e una volta che queste furono ritenute soddisfacenti i due velivoli vennero imballati e spediti via mare negli Stati Uniti, dove vennero riassemblati a McCook Field adottando, in base alle convenzioni allora in vigore, la designazione T-2.
Nonostante le previsioni di Anthony Fokker, convinto che la richiesta di traffico passeggeri potesse velocemente incrementarsi tanto da aumentare l'esigenza di modelli capienti da parte delle compagnie aeree, l'azienda non riuscì ad ottenere alcuna ulteriore commissione, essendo l'F.IV ritenuto troppo grande per l'epoca.

## Impiego operativo

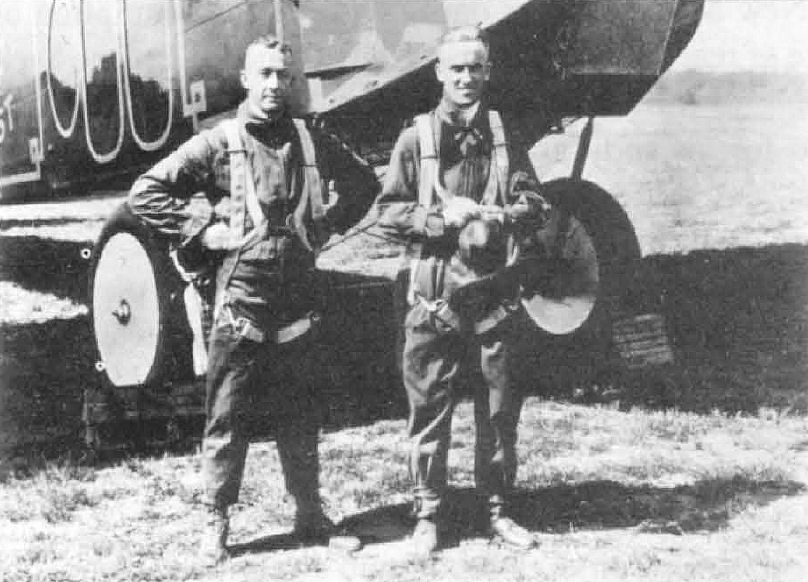
I Lt John A. Macready e Oakley G. Kelly davanti al T-2, 1922.

Uno dei due T-2 venne utilizzato in una serie di voli a lungo raggio nel corso degli anni seguenti, che si concretizzarono con il primo volo transcontinentale non stop attraverso gli Stati Uniti, un'idea che ha avuto origine dal Lt Oakley G. Kelly, uno dei due piloti collaudatori USAAS dei T-2. L'esercito decise di appoggiare le proposte di Kelly autorizzando di approntare delle modifiche nella struttura atte a trasportare una maggiore quantità di combustibile, ricavando inoltre uno sportello per collegare la cabina di pilotaggio monoposto aperta allo scompartimento posteriore, in modo che lui e il compagno di volo, il Lt John A. Macready, potessero fare turni di riposo intervallati a quelli ai comandi del velivolo. Per facilitare ulteriormente il passaggio tra i due piloti venne installata una seconda postazione interna dotata di comandi di controllo del velivolo. Così modificato, il T-2 sarebbe dovuto decollare con un carico di 2 350 L (620 US gal) di benzina a bordo, eccedendo di 1 110 kg (2 450 lb) il peso massimo al decollo prescritto dalle specifiche tecniche.

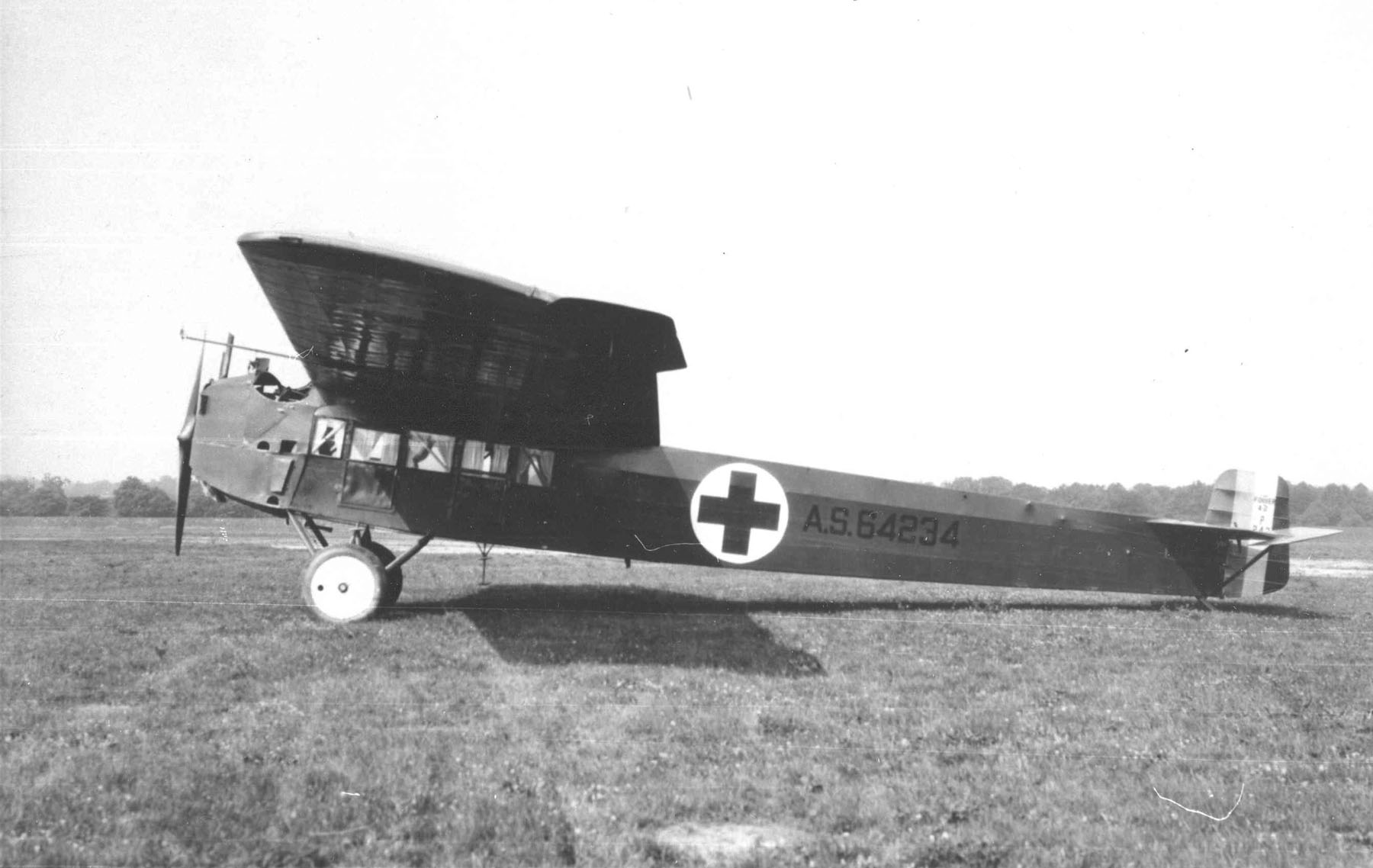
Il Fokker A-2, la conversione aeroambulanza.

Verso la fine del 1922, Kelly e Macready effettuarono due tentativi di volo transcontinentale, il primo dei quali decollò dalla costa occidentale il 5 ottobre, con rotta San Diego, California, e destinazione New York. Dopo 35 ore e 18 minuti di volo furono costretti ad abbandonare l'impresa causa avverse condizioni meteorologiche che, unite alla scarsa visibilità dovuta alla nebbia, consigliarono all'equipaggio di atterrare. Il volo riuscì comunque a stabilire un nuovo record mondiale di durata, primato che però senza poter essere supportato dalla strumentazione di bordo non poteva essere ufficialmente riconosciuto dalla Fédération aéronautique internationale (FAI). Kelly e Macready decisero un nuovo tentativo il seguente 3 novembre, ma anche in questo caso, causa un malfunzionamento del motore, furono costretti a un atterraggio forzato nei pressi di Indianapolis dopo 25 ore e 30 minuti.

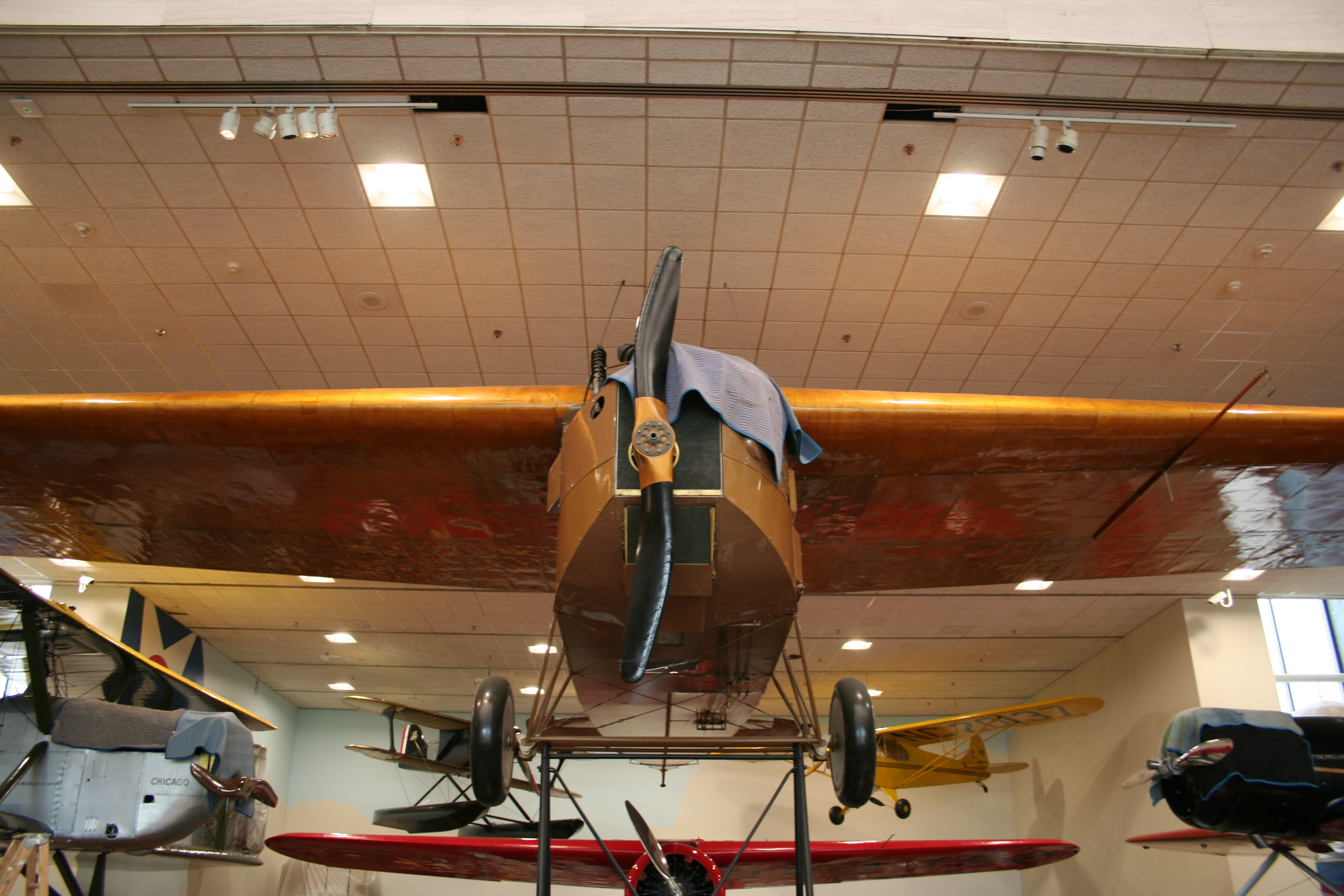
Il T-2 esposto al National Air and Space Museum.

L'anno seguente realizzarono un nuovo tentativo su circuito chiuso nel cielo sopra Dayton, Ohio, rimanendo in volo tra il 16 e 17 aprile per 36 ore, 14 minuti 8 secondi, stabilendo non solo un nuovo primato mondiale di durata ma anche nuovi record sulla distanza, peso, e otto vari record di velocità. Il seguente 2 maggio decollarono da New York per tentare nuovamente il volo transcontinentale, questa volta viaggiando nella direzione opposta; 26 ore e 50 minuti più tardi riuscirono a raggiungere San Diego, dopo aver coperto 3 975 km (2 470 mi, 2 146 nmi) a una media di 147 km/h (92 mph).
Nel novembre 1923 l'Air Service decise di donare il velivolo allo Smithsonian Institution il quale, avviando più volte interventi di restauro, lo ha riportato alla condizione iniziale esponendolo presso le strutture museali del National Air and Space Museum fin dalla sua inaugurazione del 1976.
Il secondo esemplare di T-2 venne convertito in aeroambulanza assumendo la nuova designazione A-2.

## Utilizzatori
Stati Uniti
- United States Army Air Service

### Riviste
- (EN) The Fokker "F.IV": A Dutch 1922 Model, in Flight, No. 679 (No. 52, Vol. XIII.), 29 dicembre 1921, ISSN no (WC · ACNP).
- (EN) Fine American Duration Flight, in Flight, No. 679 (No. 52, Vol. XIII.), 19 ottobre 1922, ISSN no (WC · ACNP).
- (EN) Thirty-Six Hours in the Air, in Flight, No. 748 (No. 17, Vol. XV.), 26 aprile 1923, ISSN no (WC · ACNP).
- (EN) Across America, in Flight, No. 750 (No. 19, Vol. XV.), 10 maggio 1923, ISSN no (WC · ACNP).
- (EN) Coast to Coast, in TIME, 12 maggio 1923. URL consultato il 22 ottobre 2016 (archiviato dall'url originale il 17 agosto 2013).
- (EN) Endurance Records Broken, in TIME, 28 aprile 1923. URL consultato il 22 ottobre 2016 (archiviato dall'url originale il 17 agosto 2013).